# Sweethope
Sweethope var en civil parish 1866–1955 när det uppgick i Bavington, i grevskapet Northumberland i England. Civil parish var belägen 5 km från Kirkwhelpington och hade 9 invånare år 1951.